# Comuna Vlădeni, Iași
Vlădeni este o comună în județul Iași, Moldova, România, formată din satele Alexandru cel Bun, Borșa, Broșteni, Iacobeni, Vâlcelele și Vlădeni (reședința).

## Așezare
Comuna se află în nord-estul județului, pe malurile Jijiei. Este străbătută de șoseaua județeană DJ282C, care o leagă spre nord-vest de Șipote și spre sud-est de Țigănași. Lângă Vlădeni, din acest drum se ramifică șoseaua județeană DJ282F, care duce spre nord la Andrieșeni și mai departe în județul Botoșani la Răuseni. Prin comună trece și calea ferată Lețcani-Dorohoi, pe care este deservită de stația Vlădeni și de halta Iacobenii Vechi.
Principalul curs de apă este râul Jijia. Imediat în aval de teritoriul comunei Vlădeni, are loc confluența cu râul Miletin, afluent de dreapta al râului Jijia. Dintre lacuri, se găsește aici Acumularea Hălceni, amplasată pe râul Miletin, care alimentează cu apă potabilă localitatea Vlădeni și alte sate, asigură necesarul de apă pentru umplerea și primenirea amenajării piscicole Vlădeni și constituie sursă de apă pentru irigații.

## Demografie
Componența etnică a comunei Vlădeni
     Români (89,9%)
     Alte etnii (10,1%)
Componența confesională a comunei Vlădeni
     Ortodocși (89,67%)
     Alte religii (0,23%)
     Necunoscută (10,1%)
Conform recensământului efectuat în 2021, populația comunei Vlădeni se ridică la 3.486 de locuitori, în scădere față de recensământul anterior din 2011, când fuseseră înregistrați 3.993 de locuitori. Majoritatea locuitorilor sunt români (89,9%). Din punct de vedere confesional, majoritatea locuitorilor sunt ortodocși (89,67%), iar pentru 10,1% nu se cunoaște apartenența confesională.

## Politică și administrație
Comuna Vlădeni este administrată de un primar și un consiliu local compus din 13 consilieri. Primarul, Iulian-Iustin Burdea[*], de la Partidul Național Liberal, este în funcție din 1 noiembrie 2024. Începând cu alegerile locale din 2024, consiliul local are următoarea componență pe partide politice:
|  | Partid                          | Consilieri | Componența Consiliului | Componența Consiliului | Componența Consiliului | Componența Consiliului | Componența Consiliului | Componența Consiliului |
|  | ------------------------------- | ---------- | ---------------------- | ---------------------- | ---------------------- | ---------------------- | ---------------------- | ---------------------- |
|  | Partidul Național Liberal       | 6          |                        |                        |                        |                        |                        |                        |
|  | Partidul Social Democrat        | 6          |                        |                        |                        |                        |                        |                        |
|  | Alianța pentru Unirea Românilor | 1          |                        |                        |                        |                        |                        |                        |

## Istorie
La sfârșitul secolului al XIX-lea, comuna nu exista, satele ei făcând parte din comuna Șipote. Anuarul Socec din 1925 consemnează înființarea comunei în cadrul plășii Turia a județului Iași, ea având atunci 2784 de locuitori în satele Borșa, Găureni, Epureni, Alexandru cel Bun, Iacobeni și Vlădeni.
Centrul comunei este satul Vlădeni, atestat documentar în anul 1864. Deși asupra teritoriului comunei nu s-au făcut studii sistemice, istorice sau arheologice, au fost descoperite documente ce datează din secolul al XVI-lea, din care reiese ca localitatea Vlădeni își are începuturile prin anul 1613.
În 1950, comuna a trecut la raionul Iași din regiunea Iași. Satul Găureni a luat în 1964 denumirea de Vâlcelele. În 1968, comuna a revenit la județul Iași, reînființat.

## Monumente istorice

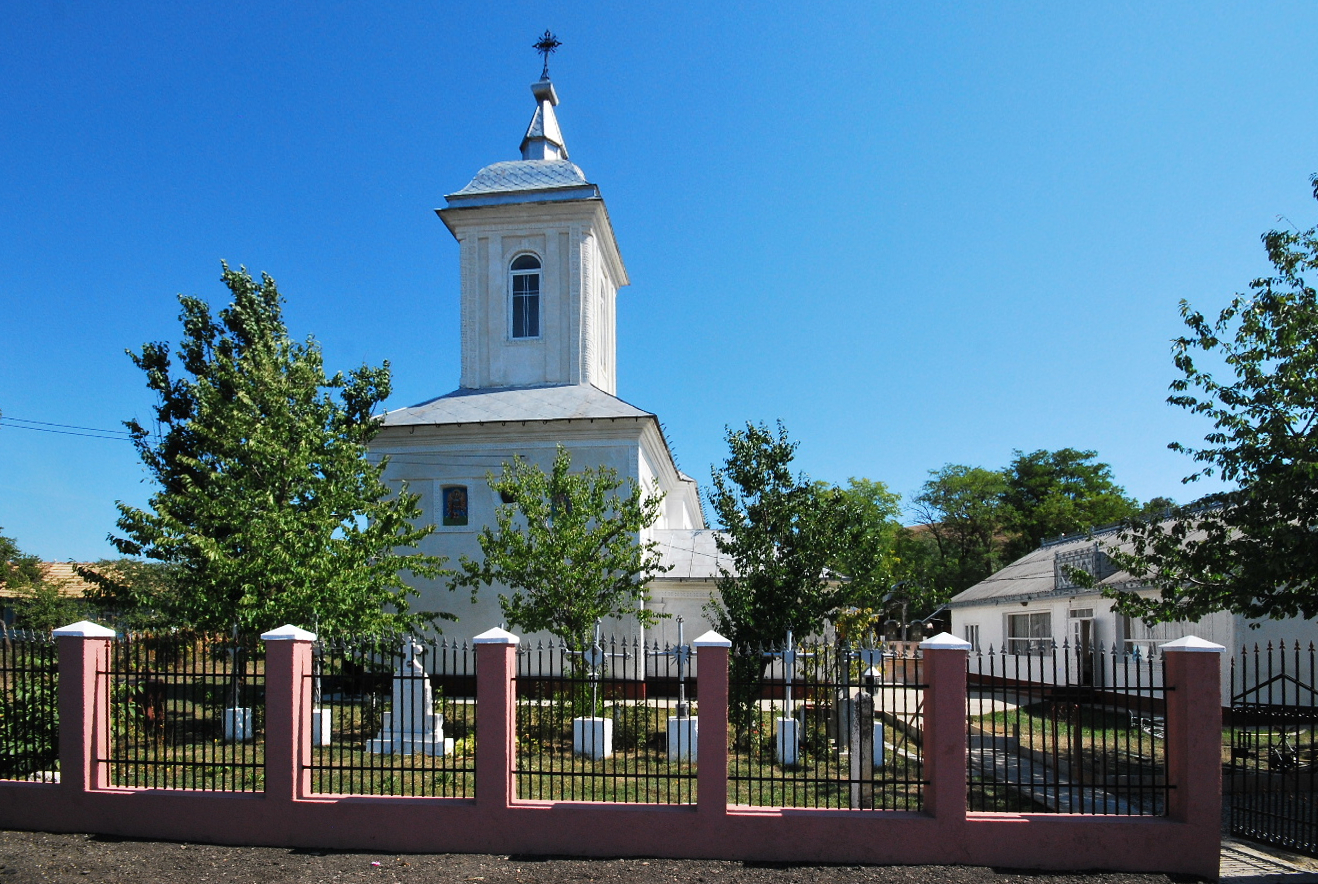
Biserica „Sfinții Voievozi” din Borșa, monument istoric

Patru obiective din comuna Vlădeni sunt incluse în lista monumentelor istorice din județul Iași ca monumente de interes local. Unul dintre ele este situl arheologic de la „Movila Bortoasă” (2 km vest-nord-vest de Vlădeni), cu așezări din secolele al IV-lea, al V-lea și al XVI-lea–al XVII-lea. Celelalte trei, clasificate ca monumente de arhitectură, sunt biserica „Sfinții Voievozi” (1826) din Borșa, și gările Vlădeni și Iacobeni (de la sfârșitul secolului al XIX-lea).

## Persoane născute aici
- Liviu Antonesei (n. 1953), scriitor, om politic, profesor universitar.